# 1819 en Bretagne
 Chronologie de la Bretagne
- 1815
- 1816
- 1817
- 1818
- 1819
- 1820
- 1821
- 1822
- 1823

Cette page recense des événements qui se sont produits durant l'année 1819 en Bretagne.

## Société

### Naissance
- 12 décembre à Brest : Joseph Faron, mort le 19 novembre 1891 à Paris, général français du XIXe siècle (général de division de l'infanterie de Marine). Il fut un des acteurs versaillais contre la Commune de Paris.